# Peter Westbury
Peter Westbury (Londra, 26 maggio 1938 – Scarborough, 7 dicembre 2015) è stato un pilota automobilistico inglese.

## Carriera
Inizia con le corse in salita in cui conquista due titoli britannici (1963 e 1964); nel 1967 fa il suo esordio in Formula 3 al volante di una Brabham vincendo a più riprese.
Passa poi in Formula 2, sempre al volante di una Brabham, in cui conquista la piazza d'onore nel Gran Premio di Roma di Vallelunga valido per il Campionato europeo di Formula 2 1969; al termine della stagione sarà quinto nella classifica dell'Europeo. Sempre al volante di una F2 partecipa al Gran Premio di Germania di Formula 1, conquistando il quinto posto di categoria e il nono assoluto.
Nel 1970 giunge secondo nel Gran Premio del Mediterraneo, sempre in Formula 2, e ha la possibilità di correre nel Gran Premio degli Stati Uniti di Formula 1 alla guida questa volta di una BRM. Non si qualifica.
Nel Campionato europeo di Formula 2 1971 conquista il terzo posto nel ADAC-Eifelrennen.
Dopo aver gareggiato senza risultati di rilievo nel Campionato britannico di Formula 2 1972 e alla 24 Ore di Le Mans 1972, nel 1973 annunciò il suo ritiro dalle competizioni.

## Risultati in Formula 1
| 1969 | Scuderia | Vettura      |  |  |  |  |  |  |   |  |  |  |  |  |  | Punti | Pos. |
| ---- | -------- | ------------ |  |  |  |  |  |  | - |  |  |  |  |  |  | ----- | ---- |
| 1969 | Felday   | Brabham BT30 |  |  |  |  |  |  | 9 |  |  |  |  |  |  | 0     |      |

| 1970 | Scuderia     | Vettura  |  |  |  |  |  |  |  |  |  |  |  |    |  | Punti | Pos. |
| ---- | ------------ | -------- |  |  |  |  |  |  |  |  |  |  |  | -- |  | ----- | ---- |
| 1970 | Yardley Team | BRM P153 |  |  |  |  |  |  |  |  |  |  |  | NQ |  | 0     |      |

| Legenda | 1º posto     | 2º posto | 3º posto    | A punti         | Senza punti/Non class.  | Grassetto – Pole position Corsivo – Giro più veloce |
| Legenda | Squalificato | Ritirato | Non partito | Non qualificato | Solo prove/Terzo pilota | Grassetto – Pole position Corsivo – Giro più veloce |